# Dirk Thys van den Audenaerde
Pour les articles homonymes, voir Thys.
Dirk Frans Elisabeth Thys van den Audenaerde, né le 14 mars 1934 à Malines (Belgique), est un zoologiste belge.
Il s'est spécialisé dans l'étude de la biodiversité, de la biogéographie, de l'anatomie et de la systématique des poissons, en particulier des cichlidés d'Afrique centrale. Il est directeur honoraire du Musée royal de l'Afrique centrale à Tervuren et professeur émérite à la Katholieke Universiteit Leuven.

## Biographie
Thys van den Audenaerde est ingénieur agronome diplômé de l'Université de Gand en 1956 avec une thèse intitulée "Bijdrage tot de systematiek en tot de kennis van het voedingsregime der Tilapia-soorten van Belgisch Kongo". Il a ensuite obtenu un diplôme en sciences animales à l'ULB en 1959. En 1970, il fait un doctorat à Gand sur la thèse « Contribution à une monographie systématique et bibliographique du genre Tilapia (Poissons, Cichlidae) ». Entre-temps, il était devenu assistant de recherche au Musée royal de l'Afrique centrale où il est devenu directeur par intérim en 1980 et directeur en 1985, jusqu'à sa retraite en 1999. De 1975 à 1999, il a également été professeur extraordinaire à la KU Leuven.
Depuis 1978, il est membre de l'Académie royale flamande de Belgique pour les sciences et les arts.
Un certain nombre d'espèces animales ont reçu le nom d'espèce thysi en hommage à lui, comme Sargochromis thysi, Doumea thysi et Barbus thysi.

## Quelques publications
- The freshwater fishes of Fernando Póo. Verh. K. Vlaamse Acad. Wet. Lett. Sch. Kunst. België (1967), 167 pp.
- An annotated bibliography of Tilapia (Pisces, Cichlidae). Document. zool. Kon. Mus. centr. Afr. (1968), 406 pp.
- "Description of a small new Tilapia (Pisces, Cichlidae) from West Cameroon." Rev. Zool. Bot. Afr. (1972), vol. 85, blz. 93-98.
- Naissance du Congo belge (Brussel, 1989)
- Koninklijk Museum voor Midden-Afrika Tervuren (1994).